# Serie Barber
La serie Barber consiste en un conjunto de monedas de diez centavos, un cuarto de dólar y medio dólar, diseñadas por el jefe grabador de la Casa de Moneda de los Estados Unidos Charles E. Barber. Fueron acuñadas entre 1892 y 1916, excepto por las monedas de medio dólar que dejaron de emitirse el último año de la serie.
A finales de la década de 1880, hubo un incremento de las solicitudes para reemplazar la serie Seated Liberty  (Libertad sentada), utilizada desde la década de 1830 en la mayoría de las denominaciones de monedas de plata. En 1891, el director de la Casa de la Moneda, Edward O. Leech, convocó a un concurso para buscar un nuevo diseño para las monedas de plata, pero debido al hecho de que únicamente el ganador recibiría un premio en efectivo, los artistas invitados se negaron a participar y ninguna propuesta del público fue tomada como adecuada. Leech ordenó a Barber que preparara nuevos diseños para la monedas de diez centavos, un cuarto y medio dólar, y después de que el jefe grabador efectuó los cambios necesarios para conseguir el respaldo de Leech, fueron aprobados por el presidente Benjamin Harrison en noviembre de 1891. La acuñación de las nuevas monedas comenzó en enero del año siguiente.
La opinión pública con respecto a las nuevas monedas fue y sigue siendo mixta. En 1915, los funcionarios de la Casa de la Moneda planearon reemplazarlas una vez que el plazo mínimo del diseño expirara en 1916. La casa de moneda emitió diez y veinticinco centavos Barber en 1916 para satisfacer la demanda comercial, pero antes de fin de año, las monedas diez centavos de Mercurio, el cuarto de dólar Libertad de pie y el medio dólar Libertad caminando ya habían comenzado a producirse. La mayoría de años de la serie Barber no son difíciles de conseguir por parte de los coleccionistas, pero la moneda de diez centavos de 1894 acuñada en la ceca de San Francisco (1894-S), con una emisión de solo 24 unidades, constituye una gran rareza.

## Antecedentes

### Charles Barber
Charles E. Barber nació en Londres en 1840. Su abuelo, John Barber, llevó a su familia a los Estados Unidos a principios de la década de 1850. Tanto John como su hijo William Barber fueron grabadores y Charles siguió sus pasos. La familia Barber vivió inicialmente en Boston, para luego mudarse a Providence para permitir que William trabajara en la Gorham Manufacturing Company, uno de los mayores fabricantes estadounidenses de plata esterlina. La habilidad de William Barber llamó la atención del jefe grabador de la Casa de la Moneda, James B. Longacre, quien lo contrató como grabador asistente en 1865. Cuando Longacre murió en 1869, William Barber se convirtió en el nuevo jefe grabador y Charles fue contratado como grabador asistente.
William Barber murió el 31 de agosto de 1879 a causa de una enfermedad que contrajo después de nadar en Atlantic City, Nueva Jersey. Su hijo solicitó el puesto de grabador en jefe, al igual que George T. Morgan, otro grabador de origen británico contratado por la casa de moneda. A principios de diciembre de 1879, el secretario del tesoro, John Sherman, el director de la Casa de la Moneda, Horatio C. Burchard, y el superintendente de la ceca de Filadelfia, Archibald Loudon Snowden, se reunieron para determinar el asunto. Decidieron recomendar el nombramiento de Barber, quien posteriormente fue nominado por el presidente Rutherford B. Hayes, y en febrero de 1880, fue confirmado por el Senado. Barber serviría a nueve presidentes en el mismo cargo, permaneciendo hasta su muerte en 1917, cuando Morgan lo sucedió.
Durante los primeros años de Barber como jefe grabador se consideró el rediseño de las monedas circulantes. El superintendente Snowden consideraba que las monedas de metal que se acuñaran (como las piezas de uno, tres y cinco centavos) deberían tener diseños uniformes, al igual que muchas de las monedas de plata y también algunas de oro, lo cual motivó a que Barber creara monedas de patrones experimentales. A pesar de los deseos de Snowden, el único diseño modificado fue el de la moneda de cinco centavos o nickel. El diseño de Barber, conocido como la moneda Liberty Head, entró en producción en 1883. La nueva moneda mostraba su denominación con un número romano «V» en el reverso; la moneda de tres centavos siempre había tenido un «III» para designar su denominación. Los estafadores pronto se dieron cuenta de que el nickel y la media águila (pieza de oro de cinco dólares) tenían un tamaño similar y enchaparon las monedas de metal básico para hacerlas pasar a los desprevenidos. En medio del ridículo público, la producción se detuvo hasta que Barber añadió apresuradamente la palabra «centavos» al reverso de su diseño.

### Rediseño de las monedas
Durante gran parte de la segunda mitad del siglo xix, la mayoría de monedas de plata estadounidenses tenían el diseño de la Libertad sentada. Este patrón fue creado por Christian Gobrecht, un grabador de la ceca de Filadelfia, a partir de un boceto del artista Thomas Sully, y se introdujo en las monedas estadounidenses a fines de la década de 1830. El diseño reflejó una influencia inglesa y, a medida que los gustos artísticos cambiaron con el tiempo, su rechazo se fue incrementando en los Estados Unidos. En 1876, la revista The Galaxy se refirió a las monedas de plata, entonces en circulación, de la siguiente manera:

¿Por qué tenemos la moneda más fea de todas las naciones civilizadas? El diseño es pobre, vulgar, de mal gusto, sin carácter, y la ejecución es similar. Tiene más bien la apariencia de las fichas o medallas promedio. Una de las razones de esto es que el diseño es tan poco artístico y tan insignificante. Esa joven sentada sobre nada en particular, sin nada digno de mención, mirando por encima del hombro a nada imaginable y sosteniendo en su mano izquierda algo que parece un palo de escoba con un gorro de dormir de lana, ¿qué está haciendo ella ahí?

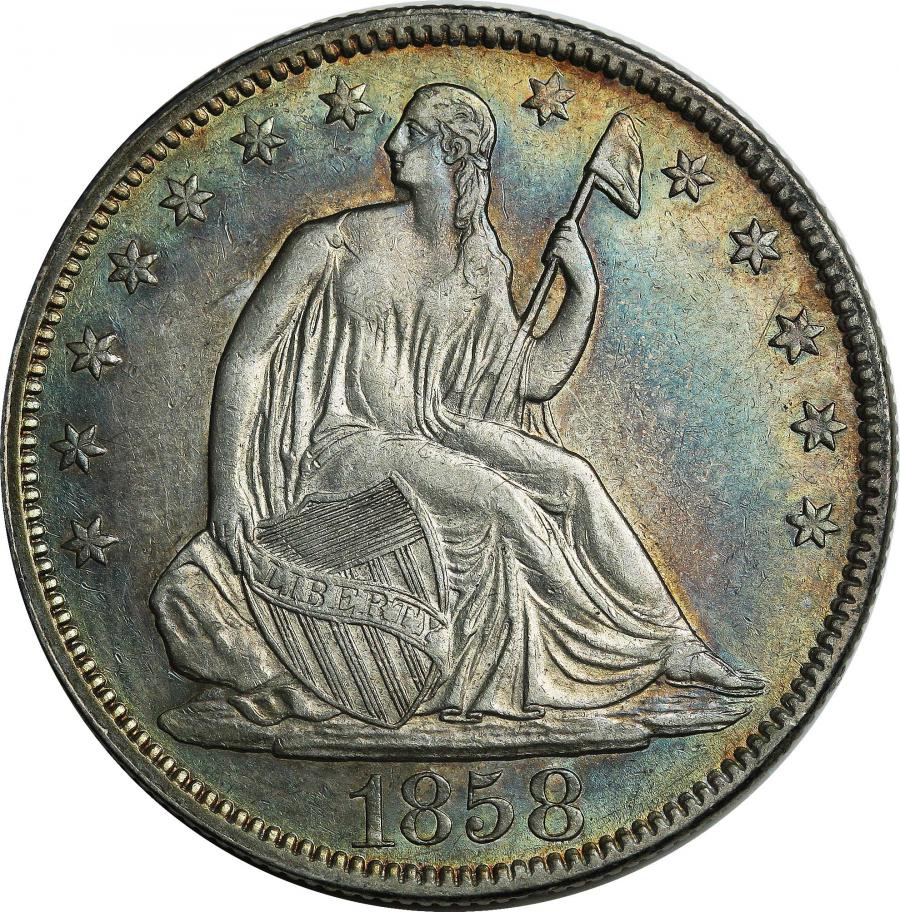
Medio dólar de la Libertad sentada de 1858.

La insatisfacción del público con el recién emitido dólar Morgan llevó a los grabadores de la Casa de la Moneda a presentar otros diseños para las monedas de plata más pequeñas en 1879. Entre los que pidieron nuevas monedas se encontraba el editor Richard Watson Gilder de The Century Illustrated Monthly Magazine. En algún momento a principios de la década de 1880, Gilder junto con uno de sus reporteros y escultor Augustus Saint-Gaudens visitaron al director de la Casa de la Moneda, Burchard, para convencerlo sobre la creación de nuevos diseños. Llevaron diversas monedas clásicas griegas y romanas en un intento de persuadir a Burchard de que la moneda podría fácilmente hacerse más atractiva. Sin embargo, los visitantes se fueron decepcionados después de enterarse de que Burchard consideraba al criticado dólar de Morgan tan hermoso como cualquiera de ellas.
En 1885, Burchard fue sucedido como director de la Casa de la Moneda por James Kimball. El nuevo director fue más receptivo a las ideas de Gilder, y en 1887 anunció un concurso para adoptar nuevos diseños en las monedas que no fueran de oro. Estos planes se frustraron cuando el senador de Vermont, Justin Morrill, cuestionó la autoridad de la casa de moneda para producir nuevos diseños. La institución reclamó autoridad en virtud de la Ley de acuñación de 1873 al emitir el dólar Morgan en 1878 y el nickel Liberty Head en 1883. Morrill era un partidario del rediseño de monedas y en el pasado había presentado billetes para lograrlo, no obstante, consideró que esto no se podría hacer sin una ley del Congreso. Kimball presentó el problema a los abogados del gobierno, quienes indicaron que efectivamente la Casa de la Moneda carecía de la autoridad reclamada. Con los legisladores ocupados con otros asuntos, no fue hasta el 26 de septiembre de 1890 cuando el presidente Benjamin Harrison firmó una ley que ponía a disposición de la casa de moneda todas las denominaciones de monedas estadounidenses para que las rediseñe inmediatamente tras obtener la aprobación del secretario del tesoro. A partir de entonces, cada moneda podría modificarse a partir del año 25 después de su primera producción. Por ejemplo, una moneda acuñada por primera vez en 1892 podría ser rediseñada recién en 1916.

## Comienzo

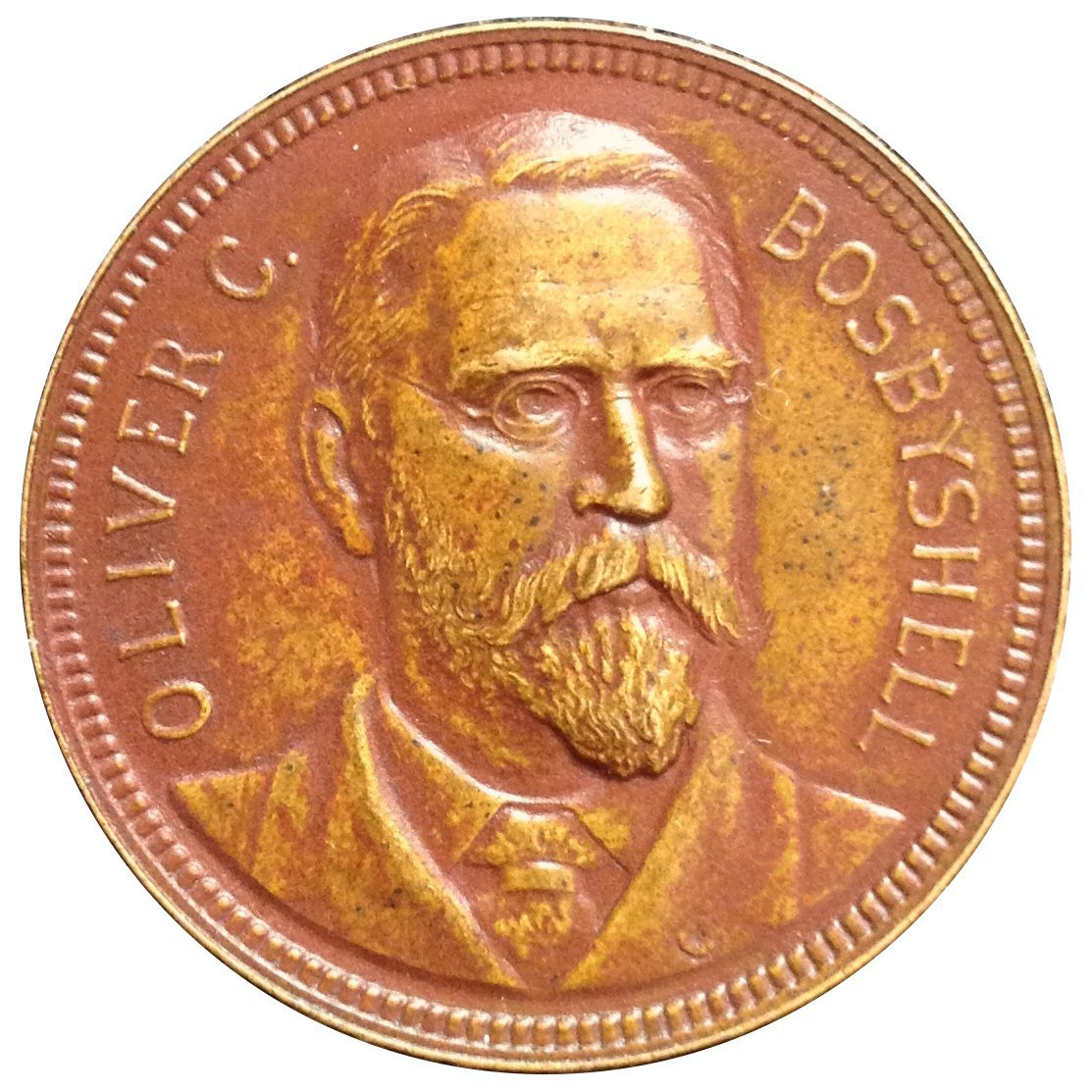
Superintendente de la Casa de la Moneda de Filadelfia Oliver Bosbyshell, Medal by Assistant Engraver George T. Morgan

Tres días antes de la firma de la ley de 1890, Barber escribió al superintendente de la Casa de la Moneda de Filadelfia, Oliver Bosbyshell, exponiendo los términos propuestos para un concurso con el fin de seleccionar nuevos diseños de monedas. Barber sugirió que se exigiese a los participantes presentar modelos, en lugar de dibujos, y que los diseños se hicieran en bajorrelieve, tal como el empleado para las monedas; además, propuso que las participaciones incluyan las letras y la denominación, ya que las presentaciones sin ellas no mostrarían adecuadamente la apariencia de la moneda terminada. Recibió como respuesta que debido a otros trabajos, la casa de moneda no podría abordar el asunto hasta la primavera de 1891.
El 16 de octubre de 1890, asumió el cargo un nuevo director de la Casa de la Moneda, Edward O. Leech, quien con 38 años en ese momento, había desarrollado su carrera en la oficina de la casa de moneda y era un entusiasta partidario del rediseño. Leech tomó la precaución de obtener recomendaciones de Barber en cuanto a los artistas que serían adecuados para concursar en una competencia. Dado que la mayoría de los artistas propuestos residían en Nueva York, Andrew Mason, superintendente de la Oficina de Ensayos de Nueva York, se encargó de completar una lista de diez invitados. Encabezando la lista Saint-Gaudens. Mason envió las recomendaciones el 3 de abril de 1891, y al día siguiente el director de la casa de moneda anunció el concurso, el cual se encontraría también abierto al público, pero invitó específicamente a participar a los diez artistas nombrados por Mason. Además de Saint-Gaudens, entre los invitados a la competencia se incluía a Daniel Chester French, Herbert Adams y Kenyon Cox. Aunque Barber le había advertido al director que los artistas de renombre probablemente no participarían en un concurso en el que solo el ganador recibiría una única compensación, Leech ofreció un premio de 500 dólares al ganador y ningún pago a nadie más. Buscó nuevos diseños para ambos lados del dólar y para el anverso del medio dólar, el cuarto y la moneda de diez centavos. Leech se conformó con dejar que continuaran los reversos de las monedas de la Libertad Sentada. Por ley, un águila tenía que aparecer en el cuarto y medio dólar, pero debía estar ausente de la moneda de diez centavos.
La mayoría de los artistas convocados realizó una conferencia en Nueva York y respondieron en una carta conjunta que estarían dispuestos a participar, pero no en los términos establecidos. Propusieron un concurso con tarifas fijas para los bocetos y diseños presentados por los artistas invitados, para ser juzgados por un jurado de pares, y con el compromiso de la casa de moneda de reemplazar las piezas de la Libertad Sentada con el resultado. También insistieron en que el mismo artista creara las dos caras de una misma moneda y que se le diera un mayor tiempo para permitir el desarrollo de los diseños. Leech no pudo cumplir con estos términos, debido a que solo disponía de suficiente dinero para el premio del vencedor. Además de invitar a los diez artistas, había enviado miles de solicitudes por todo el país, presentándose diversos diseños en respuesta. Para juzgar dichas propuestas se nombró a un jurado compuesto por Saint-Gaudens, Barber y Henry Mitchell, un grabador de sellos de Boston y miembro de la Comisión de Ensayo de 1890. El comité se reunió en junio de 1891 y rápidamente rechazó todas las propuestas recibidas.
Leech fue mencionado por la prensa con respecto al resultado del concurso:

No es probable que se vuelva a intentar otro concurso para la producción de diseños para monedas de los Estados Unidos. La que acaba de terminar fue un fracaso demasiado estrepitoso... El resultado no es muy halagador para el alardeado desarrollo artístico de este país, ya que sólo dos de las trescientas propuestas presentadas fueron lo suficientemente buenas para recibir una mención de honor.

Barber escribió años más tarde sobre el concurso: «se enviaron muchas [propuestas], pero el Sr. St. Gaudens, (sic), quien fue designado como miembro del comité para aprobar los diseños, se opuso a todo lo enviado». El historiador numismático Roger Burdette explicó las diferencias artísticas entre los dos hombres:

Es probable que estuvieran tan alejados en su comprensión artística que ninguno escuchaba lo que el otro tenía que decir... Barber pertenecía al enfoque inglés de aprendiz, donde el grabado y el estampado eran oficios estrechamente relacionados con los trabajadores del metal, como los fabricantes de máquinas de herramientas. Su padre y su abuelo eran ambos grabadores. Saint-Gaudens fue un escultor de formación clásica que comenzó su carrera como aprendiz de cortador de camafeos en Nueva York y luego se mudó a París y Roma para recibir una formación más amplia mientras perfeccionaba su arte. Barber generalmente trabajaba en formatos pequeños y circulares: una medalla de tres pulgadas era un tamaño demasiado grande para sus esculturas. Saint-Gaudens se sentía incómodo con las medallas pequeñas y las figuras diseñadas de tamaño típicamente natural o más grandes... la competencia de 1891 enfrentó a los dos por el resto de sus vidas.

## Preparación
Frustrado por el resultado de la competencia, Leech dio instrucciones a Barber el 11 de junio de 1891 para que preparara diseños para el medio dólar, el cuarto y los diez centavos. Como el dólar Morgan estaba siendo intensamente acuñado, el director de la Casa de la Moneda decidió dejar ese diseño sin cambios por el momento. Para el anverso de las nuevas monedas, Leech sugirió una representación de la Libertad similar a la de las monedas francesas de la época, sin embargo, estaba conforme de que continuaran con el anverso entonces usado. Asimismo, le había sugerido previamente a Barber que contratara ayuda externa si el trabajo se iba a realizar en la ceca, a lo cual el jefe grabador respondió que no sabía de nadie que pudiera ser de ayuda en la preparación de nuevos diseños. Leech había hablado con Saint-Gaudens sobre el tema, y el escultor le respondió que solo cuatro hombres en el mundo eran capaces de efectuar diseños de monedas de alta calidad: tres vivían en Francia y él era el cuarto.
Leech anunció su decisión de que Barber efectuaría el trabajo en julio, manifestando que le había dado instrucciones al grabador para que preparase diseños para presentarlos al Secretario del Tesoro, Charles Foster. En una carta impresa en el New York Tribune, Gilder expresó su decepción porque la casa de moneda planeaba generar los nuevos diseños internamente, sintiendo que la ceca estaba mal equipada para generar diseños artísticos de monedas. Debido a la prominencia de Gilder en el movimiento de rediseño de las monedas, Leech sintió la necesidad de responderle personalmente, lo cual hizo a principios de agosto, contestándole que «los diseños artísticos para monedas, que cumplirían con las ideas de un crítico de arte como usted, y los artistas en general, no siempre están adaptados para la acuñación práctica». Aseguró a Gilder que los diseños que Barber ya había preparado habían recibido la aprobación de Mitchell, aunque el propio Leech tenía algunas mejoras que sugerir al jefe grabador.
El primer intento de Barber, modelado para el medio dólar, hizo caso omiso de las instrucciones de Leech. En lugar de un diseño basado en la acuñación francesa, representaba una figura de pie de Columbia, con un píleo (una corona hecha de una rama de olivo) sobre un poste de la libertad; un águila desplegando sus alas se encuentra detrás de ella. El reverso utilizó el águila heráldica del Gran Sello de los Estados Unidos, encerrada dentro de una gruesa corona de roble, con las leyendas habituales rodeando el borde. Leech rechazó el diseño y Barber presentó un anverso con una cabeza de la Libertad similar al de la moneda adoptada. El director recibió comentarios de amigos y del secretario Foster; el 28 de septiembre, le escribió a Barber que los labios de la Libertad eran «bastante voluptuosos» y le indicó que preparara un reverso sin la corona, lo cual el jefe grabador hizo, pero luego se quejó en una carta del 2 de octubre al superintendente Bosbyshell, pero dirigida a Leech, en la cual manifestaba que las constantes demandas de cambios le estaban haciendo perder el tiempo. Leech respondió, afirmando que no le importaba cuánto esfuerzo se gastara para mejorar el diseño, teniendo en cuenta que una vez emitidos, tendrían que usarse durante 25 años. La respuesta de Barber se transmitió al director el 6 de octubre con una carta introductoria del superintendente interino Mark Cobb (Bosbyshell estaba de viaje) que decía que Barber «niega cualquier intención de ser cauteloso y ciertamente no tuvo la intención de cuestionar su prerrogativa como uno de los funcionarios designados por ley para aprobar nuevos diseños para la acuñación». La carta de Barber era una larga explicación técnica de varios elementos de diseño y solicitaba más consejos de Leech si tenía preferencias; su tono en general era argumentativo. El director decidió no volver a escribir, más bien solo abordó una inquietud, sobre si las ramas de olivo en el diseño se representaron con precisión, así que al visitar el Jardín Botánico Nacional, obtuvo una y se la envió a Barber.
Respecto a cómo presentar las estrellas (que representan los 13 estados originales) en la moneda, Leech optó por estrellas de seis puntas en el anverso y de cinco puntas en el reverso; para lo cual Barber había preparado tres versiones del diseño, cada una con nubes sobre el águila. El director aprobó una el 31 de octubre, pero luego comenzó a cuestionar la presencia de las nubes e hizo dos versiones más. El 6 de noviembre, el presidente Harrison y su gabinete consideraron los diseños y eligieron uno sin nubes; al día siguiente, Leech ordenó que se prepararan las cuñas de trabajo. Barber redujo su diseño para las monedas de veinticinco y diez centavos. Si bien el gabinete aprobó los diseños, los miembros solicitaron que la casa de moneda destacara las palabras «Libertad» en el anverso y «E Pluribus Unum» en el reverso, creyendo que estas leyendas se desgastarían con la circulación; a pesar de los cambios resultantes, esto probó ser acertado. Para el reverso de la moneda de diez centavos, en el que por ley no podía aparecer un águila, se utilizó una ligera modificación del reverso de la moneda de diez centavos de la Libertad sentada, con una guirnalda de hojas y frutos que rodeaba el texto «One Dime».
No se sabe cuándo se acuñaron las monedas de diez y veinticinco centavos, pero lo más probable es que fuera a mediados de noviembre de 1891. Todos los patrones de monedas de Barber conocidos se encuentran en la Colección Numismática Nacional y ninguno está en manos privadas. El 11 de diciembre, Bosbyshell solicitó un retraso en la producción hasta mediados de enero de 1892 para permitir que las matrices se probaran más a fondo, a lo que Leech se negó. Las primeras monedas de Barber se acuñaron en la ceca de Filadelfia el 2 de enero de 1892 a las 9:00 a. m. Al final del día, se acuñaron las tres denominaciones.

## Diseño
Las tres denominaciones de las monedas Barber representan la cabeza de la «Libertad» de estilo clásico romano, mirando hacia la derecha. La cual lleva un píleo, una corona formada por una rama de olivo y una pequeña diadema con la inscripción «Libertad». Su diseño está inspirado en la diosa Ceres.
La marca de la ceca está situada en el reverso y por debajo del águila. Estas marcas son las siguientes:
- D en el caso de la Casa de Moneda de Denver.
- O para la Casa de Moneda de Nueva Orleans.
- S para la Casa de Moneda de San Francisco.
- Las monedas fabricadas en Filadelfia carecen de marca de ceca.

La mayor parte de fechas de la serie Barber son fáciles de identificar, pero la moneda de diez centavos de 1894 de la ceca de San Francisco (1894-S), con una acuñación de 24 unidades, es una verdadera rareza.

### Monedas de diez centavos
En el anverso de la moneda de diez centavos, la cabeza de la «Libertad» está rodeada del texto «UNITED STATES OF AMERICA» (Estados Unidos de América) y el año de emisión.
En el reverso, presenta una corona de maíz, trigo, arce y roble, unidas por una cinta, las cuales rodean las palabras «ONE DIME» (1/10 de dólar).
Con la excepción de la moneda de diez centavos 1894-S, no hay grandes rarezas en los "Dime" de esta serie. Fechas clave para la colección de la moneda de diez centavos incluyen los 1895-O, 1896-S, 1897-O, 1901-S y 1903-S.

### Monedas de un cuarto y de medio dólar
En las monedas de un cuarto y medio dólar, el anverso muestra la cabeza de la «Libertad», rodeada de trece estrellas de seis puntas. En la parte superior lleva el lema «IN GOD WE TRUST» (en Dios confiamos) y en la parte inferior la fecha de emisión.
En el reverso presentan un águila heráldica, basada en el Gran Sello de los Estados Unidos. El ave tiene en su boca un pergamino inscrito «E Pluribus Unum», en su garra derecha una rama de olivo, y en la izquierda trece flechas. Por encima del águila se muestran trece estrellas de cinco puntas, y alrededor el texto «UNITED STATES OF AMERICA», así como la denominación de la moneda.
En las monedas de un cuarto, las fechas clave para coleccionistas son las 1896-S, 1901-S y 1913-S. El medio dólar más raro es el 1892-O "Micro O", en el que la marca de ceca "O" de Nueva Orleans quedó impresa con un punzón destinado para el cuarto de dólar. Otras fechas clave son 1892-S, 1893-S, 1897-O, 1914 y 1915.

## Recepción
Leech dio a conocer los nuevos diseños a la prensa el 10 de noviembre de 1891. De acuerdo con el numismático David Lange, la nueva moneda recibió críticas mixtas «mientras que la prensa en general y el público se mostraron satisfechos con la nueva moneda de diez centavos, cuarto de dólar y medio de dólares, los numismáticos estaban algo decepcionados con las nuevas monedas o se mantuvieron en silencio sobre el asunto».
Poco después de la emisión de las nuevas monedas de cuarto de dólar, la casa de moneda recibió quejas de que no se apilaban correctamente. Barber hizo ajustes en su diseño para remediar este problema. En consecuencia, hay dos versiones de los «Quarters» de 1892, apodadas "Tipo I" y "Tipo II", tanto para las emisiones de la ceca de Filadelfia, como para las de Nueva Orleans (1892-O) y San Francisco (1892-S). Las monedas de la versión Tipo I pueden ser distinguidas porque tienen aproximadamente la mitad de la letra "E" en "UNITED" cubierta por el ala del águila.
La opinión pública acerca de las nuevas piezas era, y sigue siendo variada. En 1916, la ceca emitió monedas de diez y veinticinco centavos «Barber» en 1916 para satisfacer la demanda, pero antes del final del año, la moneda de diez centavos «Mercurio» (Mercury dime), la de un cuarto «Libertad de pie» (Standing Liberty) y la «Libertad caminando» (Walking Liberty), habían comenzado a producirse.
El historiador de arte Cornelius Vermeule, en su trabajo sobre las monedas de EE. UU. tuvo la siguiente visión sobre esta serie de Barber: «la última palabra en cuanto a sus méritos estéticos aún no se ha escrito. Poco admirada o recopilada durante más de tres generaciones después de su aparición [está escrito en 1971], estas monedas son esencialmente conservadoras pero más dignas, se han convertido repentinamente en extremadamente populares entre los coleccionistas».
Cabe destacar que la mayor parte de monedas Barber fueron fundidas y convertidas en lingotes cuando los precios de la plata subieron a finales de 1970 y principios de 1980.

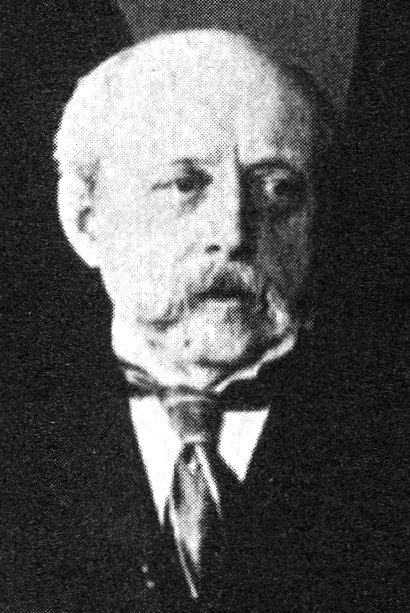
Charles Barber (circa 1910)
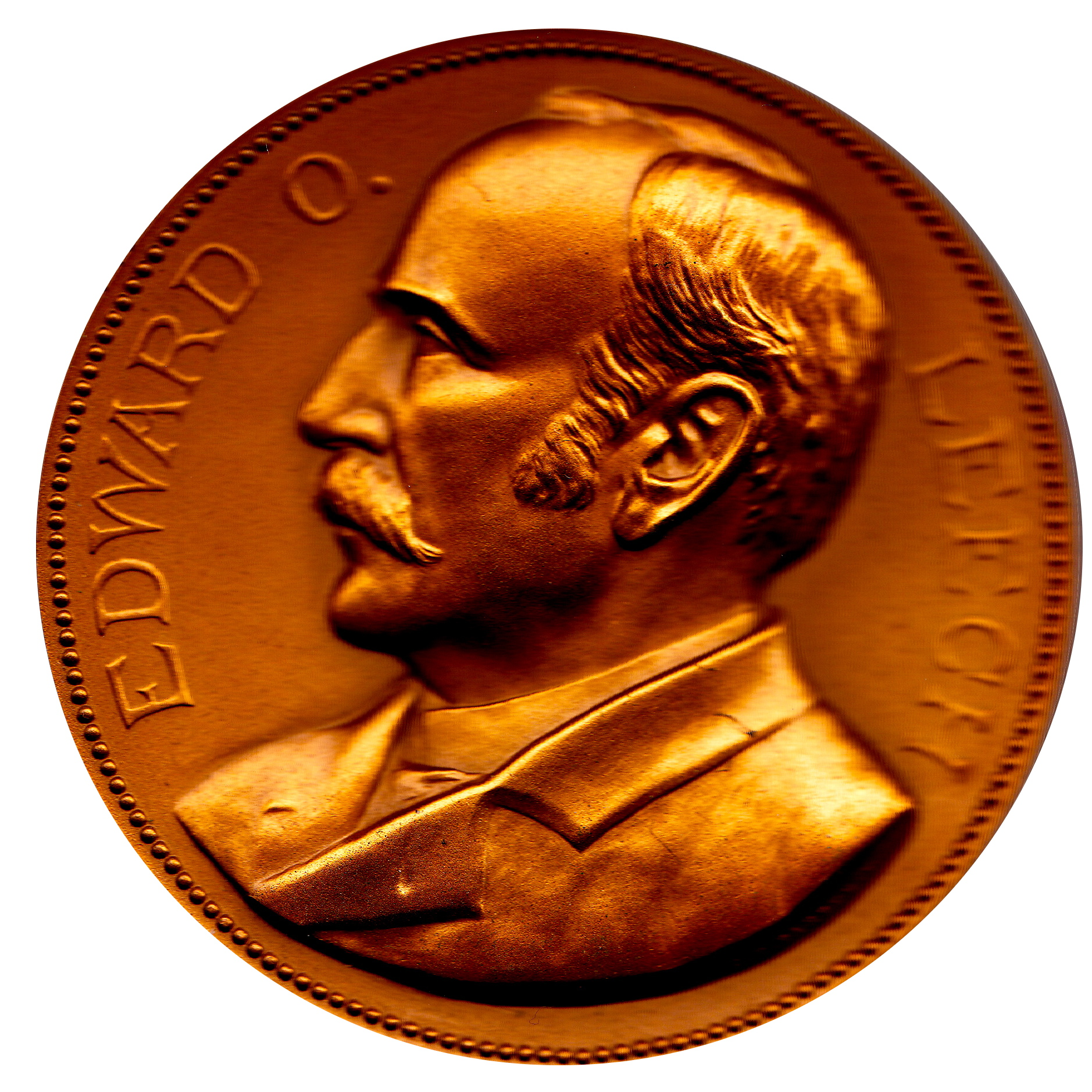
Director de la Casa de Moneda Edward O. Leech

## El "Dime" 1894-S

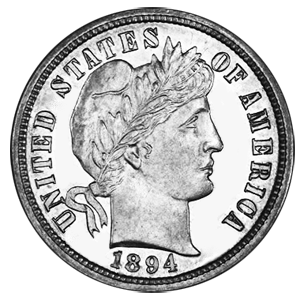
Diez centavos 1894-S

La moneda Barber de diez centavos (1894-S) es una de las grandes rarezas numismáticas, con una acuñación de 24 piezas en calidad de prueba.
Varias historias pretenden explicar porqué tan pocas monedas fueron acuñadas. Según Nancy Oliver y Richard Kelly en su artículo de 2011 para "The Numismatist", en junio de 1894, la ceca de San Francisco necesitaba acuñar 2,40 dólares de plata sobrante de la fusión de las monedas gastadas, suficiente para acuñar 24 monedas de diez centavos. Se espera que más monedas de diez centavos se producirían más tarde allí durante el año, pero esto no ocurrió.
Richard Breen, por su parte, relata que el Superintendente de la ceca de San Francisco John Daggett tenía los "Dimes" hechos por un grupo de amigos banqueros, dando tres a cada uno. También le dio tres a su joven hija Hallie, diciéndole que los guarde hasta que ella fuera tan vieja como él y los pudiera vender a un buen precio. Según esta historia, usó uno en un plato de helado, pero mantuvo los otros dos hasta 1954. Uno de los nueve "Dimes" conocidos fue recuperado en 1957, y Breen especula que este puede haber sido el espécimen del helado.
Una de estas monedas fue vendida en 2005 por 1,3 millones de dólares. Otra fue vendida en 2007 por 1 552 500 de dólares.